# Магдалена Малеева
Магдалена Георгиева Малеева е българска тенисистка, достигнала до четвърто място в световната ранглиста. След края на тенис кариерата си Малеева се завръща в България, където активно развива екологичната инициатива Горичка, участва в създаването на Тенис клуб Малееви в София, както и на производство на биохрани. През 2011 и през 2012 година е в челната десетка на класацията за най-влиятелни жени в България.
Тя е най-младата от триото „сестри Малееви“. Започва да тренира тенис на осемгодишна възраст. Започва кариерата си като професионална тенисистка през 1989 г., когато е на 14 години. След 16 години в професионалния тенис спира да се състезава през октомври 2005. Последното ѝ участие е на турнира в Цюрих, където отстъпва на Пати Шнидер в 729-ия мач от професионалната си кариера.
През юли 2004 г. се омъжва за дългогодишния си приятел Любомир Ноков. Имат три деца – Юлия, родена през юни 2007 г., Марко, роден през декември 2008 г., и Нина, родена през август 2012 г.

## Кариера
Като най-малко дете в спортно семейство, пътят на Маги Малеева е до голяма степен още от самото начало предопределен. Става европейска шампионка за девойки до 14 г. през 1988 г. Тя придобива статут на професионална тенисистка през 1989 г. Първата си голяма титла печели в Сан Марино през лятото на 1992 г. С това сестри Малееви стават първите три сестри, спечелили турнир от веригата на женската асоциация WTA. Сред големите ѝ успехи са несъмнено победите в турнира в Москва, който тя печели три пъти – през 1994, 1995 и 2002 г. Последната си титла от турнира Магдалена описва като „най-добрата седмица в кариерата си“, като по пътя към трофея тя побеждава Винъс Уилямс, Амели Моресмо и Линдзи Дейвънпорт.
С победата в Бирмингам през 2003 г. Магдалена става една от малкото тенисистки, печелили турнири на всички основни настилки. В края на 1999 г. с победите си в два поредни турнира – в Патая и Сержи Понтоаз – тя постига 15 последователни мача без загуба. Има общо 60 седмици в топ 10, а през януари 1996 става номер четири в световната ранглиста.
Бивш състезател и капитан на отбора на България за „Фед къп“. За него тя записва общо 41 мача (с 24 победи и 17 загуби).
Измежду многото успехи на Магдалена се нареждат и участията на олимпиадите в Барселона, Атланта и Атина, победата в „Ориндж боул“, както и в неофициалното европейско първенство на закрито „Цюрих оупън“.
През 2010 г. след петгодишно отсъствие от официални състезания взима изненадващо участие в Държавното лично първенство за жени в Пловдив, където става за втори път републиканска шампионка за жени след 1988 г., побеждавайки на финала Изабелла Шиникова.
През 2011 г. се завръща в отбора на България за „Фед къп“ за мачовете на двойки. Печели всичките си срещи, като си партнира със Цветана Пиронкова и Диа Евтимова.
През 2018 г. Магдалена Малеева отново участва в Държавното лично първенство за жени на открито с „уайлд кард“. На финала Малеева губи от Хюлия Велиева от ТК „Pro Sport“ с 5:7 6:2 6:1.

## Финали

### Титли на сингъл (10 WTA 1 ITF)
| Година | Турнир        | Организатор | Категория       |
| 1992   | Сан Марино    | WTA         | V – $ 100 000   |
| 1994   | Москва        | WTA         | III – $ 150 000 |
| -      | Цюрих         | WTA         | I – $ 750 000   |
| 1995   | Чикаго        | WTA         | II – $ 430 000  |
| -      | Москва        | WTA         | III – $ 161 250 |
| -      | Оукланд       | WTA         | II – $ 430 000  |
| 1999   | Патая         | WTA         | IV – $ 112 500  |
| -      | Сержи-Понтоаз | ITF         | $ 50 000        |
| 2001   | Будапеща      | WTA         | V – $ 110 000   |
| 2002   | Москва        | WTA         | I – $ 1 224 000 |
| 2003   | Бирмингам     | WTA         | III – $ 170 000 |

### Загубени финали на сингъл (11 WTA 1 ITF)
| Година | Турнир     | Организатор | Категория       |
| 1989   | Бари       | ITF         | $ 10 000        |
| 1991   | Бол        | WTA         | V – $ 100 000   |
| 1993   | Брисбейн   | WTA         | III – $ 150 000 |
| 1995   | Хилтън Хед | WTA         | I – $ 806 250   |
| -      | Берлин     | WTA         | I – $ 806 250   |
| -      | Лайпциг    | WTA         | II – $ 430 000  |
| 1996   | Мадрид     | WTA         | II – $ 250 000  |
| 2000   | Люксембург | WTA         | III – $ 170 000 |
| 2001   | Ница       | WTA         | II – $ 565 000  |
| -      | Лайпциг    | WTA         | II – $ 565 000  |
| 2002   | Люксембург | WTA         | III – $ 225 000 |
| 2004   | Токио      | WTA         | I – $ 1 300 000 |

### Титли на двойки (5 WTA 1 ITF)
| Година | Турнир     | Организатор | Категория       | Партньор         |
| 1990   | Мулин      | ITF         | $ 25 000        | Андреа Стрнадова |
| 1991   | Бол        | WTA         | V – $ 100 000   | Лаура Голарса    |
| 2002   | Антверпен  | WTA         | II – $ 585 000  | Пати Шнидер      |
| 2003   | Маями      | WTA         | I – $ 2 960 000 | Лизел Хубер      |
| -      | Варшава    | WTA         | II – $ 700 000  | Лизел Хубер      |
| 2005   | Голд Коуст | WTA         | III – $ 170 000 | Елена Лиховцева  |

### Загубени финали на двойки (5 WTA)
| Година | Турнир      | Организатор | Категория       | Партньор        |
| 1993   | Осака       | WTA         | III – $ 150 000 | Мануела Малеева |
| -      | Барселона   | WTA         | II – $ 375 000  | Мануела Малеева |
| 2002   | Хертогенбос | WTA         | III – $ 170 000 | Бианка Ламаде   |
| 2004   | Голд Коуст  | WTA         | III – $ 170 000 | Лизел Хубер     |
| -      | Токио       | WTA         | I – $ 1 300 000 | Елена Лиховцева |

## Кариера след края на състезателната ѝ дейност
През 2004 година Маги Малеева, заедно със семейството си, създава тенис клуб „Малееви“ в София.
През същата година основава модната компания Capasca. През 2006 г. основава „Био България“ ООД, за производство и дистрибуция на био-продукти. „Harmonica“ е марката, под която се предлагат биохраните на фирмата. През 2008 г. отваря магазин „Биомаг“, първия магазин в България само за био- и екопродукти. По-късно „Биомаг“ става верига магазини.
През 2006 г. предприема инициативата „Горичка“, за популяризиране на идеята за устойчиво развитие. През 2010 серия от форуми по теми, като „Родителство“, „Храна“, „Дом“, „Бизнес“, „Промяна“.
През март 2011 година Магдалена е избрана на осмо място в класацията „100-те най-влиятелни жени в България“ от вестник Пари, а през юни 2012 е поставена на 6-о място в същата класация, този път от вестник Капитал.
През юли 2015 година Малеева заедно с Рене Стъбс спечелиха Уимбълдън за ветерани.